# Georges Napoléon Baude
Pour les articles homonymes, voir Baude.
Georges Napoléon Baude est un diplomate français, né à Paris le 24 février 1830, et mort à Paris le 14 février 1887 .

## Biographie
Georges Napoléon Baude est le fils de Jean-Jacques Baude et de Marie Esther Létoublon.
Il a d'abord été attaché d'ambassade à Rome en 1850, puis premier-secrétaire d'ambassade à Londres en 1866 et ministre plénipotentiaire à Athènes de juin 1868 à 1870.
Il est ambassadeur de France en Belgique entre 1873 et 1876. Il représente la France avec le général Eugène Arnaudeau, pendant l'été 1874, dans une conférence sur les lois et coutumes de la guerre qui est réunie à Bruxelles à la demande de la Russie. Elle a traité du problème de l'espionnage et de l'adoucissement du sort expéditif réservé aux espions au cours de quatre réunions, le 1er, 6, 21 et 26 août, avec l'espoir d'établir des règles et pénalités communes des modes de répression.
Georges Napoléon Baude a été ambassadeur de France près le Saint-Siège de 1876 à 1878. Quand les cardinaux français arrivèrent à Rome pour participer au conclave, il leur conseilla de voter pour le cardinal Pecci conformément aux instructions qu'il avait reçu du ministre des affaires étrangères Waddington. Mais, malgré le succès de cette élection, les faux-pas de l'ambassadeur ont conduit à son rappel moins d'un mois après cette élection. Il est mis en traitement d'inactivité, puis en « retrait d'emploi » deux ans plus tard. Cette sanction peut être due à la nomination du cardinal Franchi comme cardinal secrétaire d'État de Léon XIII,,. Le marquis de Gabriac est nommé ambassadeur près le Saint-Siège par décret du 20 mars 1878.

## Famille
- Jean-Joseph Baude (1728-1811), docteur en droit, Second président du conseil supérieur de la Corse entre 1774 et 1789[7], marié en 1758 avec Gabrielle-Françoise Bouveron (1732-1816), fille de Pierre Bouveron (1692-1741) et de Gabrielle Chèze (1697-1741) :
  - Pierre Joseph Marie Baude (1763-1840), baron d'Empire par le décret du 4 août 1810, préfet du Tarn (1809-1814) et préfet de l'Ain pendant les Cent-Jours, s'est marié 9 mai 1791 avec Anne Adélaïde Rousset (1773-1855) :
    - Jean-Jacques Baude (1792-1862) marié à Marie Esther Létoublon (1805-1893)
      - Pierre Jacques Elphège Baude (1826-1871), marié en 1851 avec Anne Adèle Bergon (1827-1877)
        - Pierre Jacques Alphonse Marie Baude (1862-1911) marié en 1889 avec Louise Marie Sidoine Piscatory de Vaufreland (1868-1966)
        - Jeanne Baude (1860-1933) mariée en 1882 avec René Frémy (1851-1919)
          - Elphège Jean René Bertrand Frémy (1883-1966) marié en 1913 avec Marthe de Foucault (1889-1976)
            - Raymond Frémy (1919-1996), contre-amiral, marié avec Yvonne Rivolta (1917-1980)

          - Raymond Frémy (1884-1914), mort pour la France

      - Georges Napoléon Baude (1830-1887)[8], ambassadeur de France, marié en 1863 avec Marie Adélaïde Paule Josèphe de Nompère de Champagny de Cadore (1838-1922), fille de Louis Alix de Nompère de Champagny, petite-fille de Jean-Baptiste Nompère de Champagny, duc de Cadore :
        - Monique Baude (1864-1928),
        - François Baude (1866-1929),
        - Georges Maris Baude (1867-1934),
        - Elphège Baude (1869-1925),
        - Robert Baude (1872-1925),
        - Camille Baude (1877-1960).

    - Alphonse Frédéric Louis Baude (1804-1885)[9] marié en 1832 avec Louise Caroline Fouques-Duparc (1809-1876), fille de Louis Benoît Fouques-Duparc (1772-1836), directeur des travaux du port de Cherbourg, et de Caroline Louis Charlotte Le Tellier, petite-fille de Louis Gaspard Le Tellier, premier valet de chambre du roi tué le 10 août 1792 et arrière petite-fille de l'architecte Louis Le Tellier :
      - Pierre Baude (1833-1900) ;
      - Gaston Baude (1836-1858)

## Distinctions
- Noblesse d'Empire
- Officier de la Légion d'honneur; le 14 août 1866[8]
- Grand cordon de l'ordre de Léopold
- Grand-croix de l'ordre de Pie IX
- Grand-croix de l'Ordre du Sauveur de Grèce,
- Grand-croix de l'Ordre du Médjidié,
- Ordre de Saint-Stanislas de Russie,
- Ordre d'Isabelle la Catholique,